# Pablo Podestá
Pablo Podestá né Cecilio Pablo Fernando Podestá le 22 novembre 1875 à Montevideo, et mort le 26 avril 1923 à Buenos Aires, est un acteur, chanteur, sculpteur, acrobate et peintre uruguayen. Il est considéré, avec son frère aîné Pepe Podestá, comme l'un des fondateurs du cirque créole. Il fut l'une des plus grandes figures du théâtre argentin.

## Biographie
Pablo Podestá appartient à une famille qui a marqué toute une époque sur les scènes de Buenos Aires. Il est le frère de José Podestá, Antonio Podestá, Juan Vicente Podestá (es) et Gerónimo Podestá et est l'oncle de Blanca et María Podestá.
Il est un ami personnel de Carlos Gardel et en 1917, il sculpte le buste de la jeune Eva Franco lors des représentations de Con las Alas Rotas d'Emilio Berisso.
En 1905, il crée Barrancabajo de Florencio Sánchez, l'un de ses plus grands succès qu'il reprend en 1911. Il joue dans des œuvres de Martín Coronado, Àngel Guimerà, et Enrique García Velloso. On le compare au grand acteur italien Ermete Zacconi (1857-1948).
En 1908, il épouse l'actrice Olinda Bozán, le mariage ne durera qu'un mois. 
Il participe à trois films argentins muets en noir et blanc, en 1913, 1915 et 1917. Vers 1919. Il présente des symptômes de folie qui l'éloignent de la scène. Mentalement instable, il est hospitalisé, victime de folie et de syphilis. Il est enfermé et meurt en 1923.

## Filmographie
- Tierra baja (1913)
- Mariano Moreno y la revolución de Mayo (1915)
- El capataz Valderrama (1917)

## Honneurs
- Son talent, son immense popularité, les circonstances de sa retraite et de sa mort ont construit une légende, faisant de Pablo Podesta le fondateur mythique du Théâtre argentin.

- La ville argentine de Pablo Podesta doit son nom au célèbre artiste. Pablo Podesta est une ville du nord-ouest du district de Tres de Febrero, dans la zone nord-ouest du Grand Buenos Aires, province de Buenos Aires en Argentine ; entre le "Camino de Cintura" et la rivière Reconquista.